# Mangan(IV)-fluorid
Mangan(IV)-fluorid ist eine chemische Verbindung des Mangans aus der Gruppe der Fluoride.

## Gewinnung und Darstellung
Mangan(IV)-fluorid kann durch Reaktion von Mangan mit Fluor gewonnen werden.
{\displaystyle \mathrm {Mn+2\ F_{2}\longrightarrow MnF_{4}} }
Es kann auch durch Fluorierung von Mangan(II)-fluorid mittels Terbium(IV)-fluorid gewonnen werden.

## Eigenschaften
Mangan(IV)-fluorid ist ein hellblauer Feststoff, der sehr reaktionsfähig und stark hygroskopisch ist. Es reagiert mit Petroleum unter Flammenbildung und geht bei 0 °C im Hochvakuum langsam in Mangan(III)-fluorid unter Fluor-Abspaltung über. Mit Wasser reagiert es heftig und bei Kontakt mit Luftfeuchtigkeit zersetzt sich die Verbindung sofort. Es sind zwei unterschiedliche Modifikationen von Mangan(IV)-fluorid bekannt. Die α-Form von Mangan(IV)-fluorid besteht aus Mn4F20-Ringen, in denen Mangan-Oktaeder durch cis-Fluor-Brücken verbunden sind.

## Verwendung
Mangan(IV)-fluorid wird in der chemischen Industrie als starkes Oxidationsmittel und als Quelle zur Herstellung von reinem Fluor verwendet.